# Apóstolo Luiz Henrique
Luiz Henrique Castelo Lima (Fortaleza, 12 de maio de 1973), também conhecido como Apóstolo Luiz Henrique, é um pastor evangélico Fundador da Igreja do Senhor Jesus, com sedes em Fortaleza e Eusébio e político brasileiro filiado ao Republicanos.